# I signori della spada
I signori della spada  è un'antologia di cinque racconti fantasy sword and sorcery scritti da Robert E. Howard con protagonisti Cormac Mac Art, Bran Mak Morn e Turlogh Dubh O'Brien.

## Contenuti
- Il Tempio dell'Abominio (The Temple of Abomination, 1974), con protagonista Cormac Mac Art
- I Vermi della Terra (Worms of the Earth, 1932), con protagonista Bran Mak Morn
- Re delle Tenebre (Kings of the Night, 1930), con protagonista Bran Mak Morn
- Il crepuscolo del Dio Grigio (The Grey God Passes, 1968), con protagonista Turlogh Dubh O'Brien
- Turlogh, il Nero (The Dark Man, 1931), con protagonista Turlogh Dubh O'Brien